# جبل سيدي علي بن عون
جبل سيدي علي بن عون جبل يقع بوسط الجمهورية التونسية على الحدود بين ولايتي قفصة والقصرين، جنوب غربي مدينة بئر الحفي وغربي مدينة سيدي علي بن عون. يبلغ ارتفاعه 816 م.